# Tirídates II de Partia
Tirídates I (II tradicionalmente) o Arsaces XXII fue rey rival de Partia del 32 a. C. al 29 a. C. y del 28 a. C. al 26 a. C.. No se sabe muy bien que relación tenía Tirídates II con la familia real parta, aunque el hecho que tuviera apoyos suficientes para oponerse a Fraates IV podría significar que era miembro de la realeza parta, pudiendo ser hijo de Mitrídates IV destronado por su hermano Orodes II, padre de Fraates IV.

## Problemas con el numeral
Hasta hace poco tiempo se tenían por ciertas las palabras del historiador Flavio Arriano que indicaba que Arsaces I, primer rey de Partia, fue sucedido por su hermano Tirídates. Sin embargo no existen evidencias numismáticas ni epigráficas que apoyen la versión de Flavio Arriano. Lo que sí sabemos que Justino (41.5.7), principal fuente clásica de este periodo, identifica a un Arsaces II como hijo y sucesor del primer rey parto, Arsaces I. Versión corroborada por la epigrafía, gracias a los textos aparecidos en Nisa (primera capital parta) durante las excavaciones soviéticas de los años 50, el llamado Nisa-II confirma la relación paterno-filial entre Arsaces I y Arsaces II.
A Arsaces II le sustituyó Priapatios, Justino no menciona (41.5.8-9) la relación entre Arsaces II y Priapatios; sin embargo gracias al descubrimiento de un ostracon en Nisa, por los soviéticos en 1955, se demostró la relación familiar entre los dos primeros reyes arsácidas y Priapatios.
```
   
```

Línea 1 ṠNT IC XX XX X III III I 'rṡk MLK' BRY B'RY Z'Y 'Pryptk Línea 2 BRY 'HY BRY 'ZY' 'rṡk
    Traducción: Línea 1 Año 157 AE (90-91 a. C.). Rey Arsaces, nieto de Priapatios; Línea 2 hijo de sobrino de Arsaces

Este ostracon fechado en el reinado de Gotarces I (91-87 a. C.), nieto de Priapatios, confirmaría la relación familiar entre Arsaces I, Arsaces II y Priapatios a través de un hermano de Arsaces, posiblemente Tirídates, el personaje mencionado por Flavio Arriano.
Por tanto Tirídates II y Tirídates III pueden ser considerados como Tirídates I y Tirídates II.

## Reinado
El estado de guerra entre Partia y Roma, que se remonta al 53 a. C., se fue agravando con la fracasada invasión romana de Marco Antonio, que fortaleció la posición de Fraates IV, más cuando logró colocar en el trono armenio a Artaxias II (34 a. C., que era hijo de Artavasdes II destronado y ejecutado por Marco Antonio, de clara tendencia antirromana. 
La debilidad de Partia podía favorecer la acción de Roma, por eso, según Marco Juniano Justino cuando Fraates IV fue derrocado en el 32 a. C. por su crueldad, Roma apoyó las reclamaciones al trono de Partia hechas por un miembro de la familia arsácida de nombre Tiridates (II), que entró en el país y fue reconocido rey. Fraates IV huyó a las satrapías orientales del reino parto, pero cuatro años después regresó al trono con el apoyo de los escitas que hizo huir a Tiridates II hacia territorio romano (Siria), donde el cónsul único Cayo Octavio no le quiso dar apoyo directo.
Tirídates debía contar con apoyos entre la nobleza para porque un año después volvió a invadir Partia y proclamarse rey, sin embargo fue nuevamente expulsado en el 26 a. C. Ahora Tirídates huyó a Roma llevándose consigo al hijo menor de Fraates IV, este al saberlo envió una embajada a Augusto. Fraates IV pedía que se le entregaran sus hijos y al usurpador Tirídates, pero Augusto accedió solo a entregarle a su hijo a cambio de un tratado en el que Fraates devolvió a los prisioneros y las águilas romanas capturadas en la Batalla de Carras (53 a. C.) y en la campaña de Marco Antonio (36 a. C.). En ese mismo año Fraates perdió su influencia sobre Armenia, cuando Artasvades II fue asesinado y sustituido por Tigranes III, un personaje criado en Roma.
Este acuerdo y la situación en Armenia fue suficiente para Augusto, Tirídates fue la víctima política, aunque el emperador nunca lo quiso entregar a Fraates IV. Parece ser que falleció en Roma después del año 23 a. C..
| Predecesor: Fraates IV | Rey (Rey de Reyes) de Partia (de la Dinastía Arsácida) 32 a. C. - 29 a. C. | Sucesor: Fraates IV |
| Predecesor: Fraates IV | Rey (Rey de Reyes) de Partia (de la Dinastía Arsácida) 28 a. C. - 26 a. C. | Sucesor: Fraates IV |